# Sharp X1 Turbo Z III
Sharp X1 Turbo Z III (X1 Turbo Z III) је професионални рачунар фирме Шарп (Sharp) који је почео да се производи у Јапану током 1988. године.
Користио је Sharp Z80 A микропроцесорску јединицу а РАМ меморија рачунара је имала капацитет од 128 KB. 
Као оперативни систем кориштен је S-OS.

## Детаљни подаци
Детаљнији подаци о рачунару X1 Turbo Z III су дати у табели испод.
|                       |                                                                       |
| [ 1 ]                 |                                                                       |
| Произвођач            | Шарп                                                                  |
| Тип                   | професионални рачунар                                                 |
| Меморија              | 128                                                                   |
| Поријекло             | Јапан                                                                 |
| Година                | 1988                                                                  |
| Тастатура             | тастатура са пуним помаком тастера, стандард                          |
| Процесор              |                                                                       |
| Фреквенција процесора | 4                                                                     |
| RAM                   | 128                                                                   |
| ROM                   | 128 + 40                                                              |
| Текст                 | 20 / 40 / 80 x 10 / 12 / 20 / 25                                      |
| Графика               | 320 x 200 / 320 x 192 / 320 x 400 / 640 x 192 / 640 x 200 / 640 x 400 |
| Боја                  | 4096                                                                  |
| Звук                  | 3 гласа PSG + 8 гласа FM                                              |
| Димензије             | непознато                                                             |
| Портови               |                                                                       |
| Оперативни систем     |                                                                       |